# Дорожное радио
«Доро́жное ра́дио» — российская радиостанция, входит в состав «Европейской Медиагруппы» (ЕМГ).

## История
В 2003 году родилась идея создания радиосети, она начала вещание в Санкт-Петербурге на частоте 68,66 МГц и в городе Кириши на частоте 103,0 FM. В FM-диапазоне Санкт-Петербурга вещает с весны 2005 года на частоте 87,5 МГц. RDS-позывной — DOPO*HOE SPB 87.5 FM. Через некоторое время радиостанция начала вещание в регионах России.
Формат — городской романс, популярный шансон, хиты российской и западной поп-музыки 1980-х, 1990-х и 2000-х годов. Соотношение русской музыки к зарубежной — 85/15.
1 марта 2010 года «Дорожное радио» начало вещание в Финляндии.
30 сентября 2010 года «Дорожное радио» появилось в Москве на частоте приобретенной ими радиостанции Вояж FM — 96,0 МГц. RDS-позывной — DOPO*HOE MOCKBA 96,0 FM.
С 2012 года радиостанция проводит ежегодную музыкальную премию «Звёзды Дорожного радио».
3 марта 2014 года газета «Коммерсантъ» получила подтверждение факта наличия предварительного договора между ЕМГ и ООО «Центр новых технологий» (ЦНТ), управляющего «Дорожным радио», о покупке актива и факте подачи заявления о согласовании этой сделки в ФАС. Ходатайство на покупку 100 % ООО «ЦНТ» поступило в конце февраля 2014-го, о чём уточнили в ФАС. Сеть «Дорожного радио» насчитывает более 600 городов, станция является лидером в Санкт-Петербурге, второй по ежедневной аудитории по всей России и девятой в Москве. Разговора о покупке других станций ЦНТ «Радио для двоих» (ЗАО «Центральноевропейская компания телерадиовещания и связи») и «Радио Ваня» (ООО «СтарсМедиа») не велось.
1 апреля 2014 года ФАС удовлетворила ходатайство ЕМГ, хотя для этого ведомству и понадобились дополнительные документы от заявителя. По данным источников «Коммерсанта», после подписания договора с ЕМГ, интерес к сети проявили в «Газпром-медиа». Однако эту компанию не устроила запрошенная продавцами цена — 60–70 млн долларов. Осуществлённая сделка могла позволить ЕМГ увеличить долю среди московских радиослушателей с 15 % до 17,6 %, в Санкт-Петербурге — с 15,8 % до 24,7 %. 14 апреля 2014 года сделка была завершена. В 2015-2016 г.г центральный офис Дорожного радио переехал в Москву. Офис в Петербурге стал филиалом.
Имеются тематические интернет-радиостанции «Ностальгия», адресованная поклонникам ретро-музыки, «Танцпол» с выпусками программы «Танцы по-русски» и «Рок-клуб».

## Рейтинги
К 2014 году являлась второй по размеру ежедневной аудитории радиосетью в России: ежедневно радиостанцию слушают около 10 миллионов человек, еженедельно — около 23 миллионов.
По итогам 2015 и 2023 года Дорожное радио занимает 1 место среди FM-радиостанций России.